# 穂積磐弓
穂積 磐弓（ほづみ の いわゆみ）は、古墳時代後期の人物。カバネは臣。

## 経歴
欽明16年7月4日、蘇我稲目と共に吉備国の五郡に赴き、白猪屯倉を設置した。